# Gianpiero Taverna
Gianpiero Taverna (Bibbiena, 26 giugno 1932 – Ortignano Raggiolo, 3 ottobre 2021) è stato un direttore d'orchestra e compositore italiano.

## Biografia
Ha compiuto gli studi musicali di pianoforte, composizione, direzione, diplomandosi nel 1954 al Conservatorio Luigi Cherubini di Firenze.
Allievo di Igor Markevitch a Salisburgo e Berlino dal 1956 al 1960, assistente di Hermann Scherchen in varie tournée europee e presso l'Istituto di musica elettroacustica di Gravesano, Ticino, a lui si deve, nel 1963, anche la traduzione degli scritti di Anton Webern Il cammino verso la nuova musica, che allora segnò, insieme alle traduzioni adorniane di Giacomo Manzoni e gli studi di Luigi Rognoni, l'inizio di una vivacissima attenzione dell'editoria italiana per la Scuola di Vienna e l'avanguardia musicale.
Dal 1962 è stato presente come direttore nei principali festival italiani e stranieri. Alcune tra le numerose prime da lui dirette: Beatitudines di Goffredo Petrassi, 1969, I semi di Gramsci e Lorenzaccio nel 1972, Nottetempo di Sylvano Bussotti nel 1976, Amore e Psiche di Salvatore Sciarrino (1973), Girotondo di Fabio Vacchi. La registrazione discografica del Rara Requiem di Sylvano Bussotti, da lui diretta, ha ricevuto nel 1977 il Grand Prix du Disque.
Dal 1976 al 1979 è stato direttore artistico del Teatro Regio di Torino. Dal 1981 al 1987 è stato direttore artistico e direttore stabile dell'Orchestra i Pomeriggi Musicali di Milano. Nel 1982 è stato chiamato a dirigere il gruppo di musica contemporanea di Torino della RAI formato da elementi dell'orchestra sinfonica. È stato titolare della cattedra di direzione d'orchestra al Conservatorio di music Giuseppe Verdi di Milano dal 1982 al 1998. 
Ha scritto e pubblicato i libri Lettere a Giulia per capire la musica e Un direttore artistico che sa anche cucinare (musica e cucina), Simonelli.
Ritiratosi nella sua casa ad Ortignano Raggiolo, insieme alla moglie, morì la notte del 3 ottobre 2021 per il rapido aggravamento del suo stato di salute.